# إدوارد إل. بيكر جونيور
إدوارد إل. بيكر جونيور (بالإنجليزية: Edward L. Baker, Jr.)‏ هو عسكري أمريكي، ولد في 28 ديسمبر 1865 في مقاطعة لارامي في الولايات المتحدة، وتوفي في 26 أغسطس 1913 في لوس أنجلوس في الولايات المتحدة.